# Александр Астрюк
Александр Астрюк (фр. Alexandre Astruc, нар. 13 липня 1923, Париж — 19 травня 2016, там же) — французький актор, кінорежисер, сценарист і теоретик кіно.

## Біографія
Александр Астрюк народився 13 липня 1923 році в Парижі. Отримавши ступінь ліценціата права і англійської філології, готувався до вступу до Політехнічної школи, але захопився мистецтвом і літературою. Написав свій перший роман «Канікули», і потім зайнявся журналістикою; вів хроніку в кінематографічних виданнях «Комба́» (фр. Combatts) та «Екран Франсе» фр. L'Écran français, працював асистентом режисера, написав декілька есе, романів, кіносценаріїв і статей з теорії кіно.
Александр Астрюк став широким відомим після публікації у 1948 році в часописі L'Écran français свого програмного тексту «Народження нового авангарду: камера-стило», в якому закликав до звільнення режисури від канонів розповідного зображення життя в ім'я свободи і гнучкості самовираження (за аналогією з індивідуальним стилем письменника). А. Астрюк також брав участь в створенні кіноклубу «Об'єктив-49», який очолював Жан Кокто.
Після цього Астрюк зняв декілька експериментальних короткометражних стрічок — «Туди і назад» (1948), «Улісс, або погані зустрічі» (1949), а в 1953 році дебютував у великому кіно фільмом «Багряна завіса», яка був удостоєна призу Каннського кінофестивалю, а також призу імені Луї Деллюка. Услід за першим Александр Астрюк зняв ще низку повнометражних фільмів, але після провалу в прокаті його фільму «Полум'я  над Адріатикою» (1968, спільно з СФРЮ), повернувся до журналістики і літератури, потім знімав телевізійні стрічки.
У 1994 Французька академія присудила Александру Астрюку Премію Рене Клера за внесок у кінематограф.

## Фільмографія

### Актор
- 1949 — Побачення у липні /Rendez-vous de juillet — епізод (немає в титрах)
- 1957 — Кишенькове кохання / Un Amour de poche,
- 1974 — Убита дівчина / La Jeune fille assassinée

### Режисер
- 1948 — Туди і назад / Aller et retour
- 1949 — Улісс, або погані зустрічі / Ulysse ou les Mauvaises Rencontres
- 1953 — Багрова завіса /Rideau cramoisi
- 1955 — Неприємні зустрічі / Mauvaises rencontres
- 1958 — Життя/ Une vie
- 1961 — Здобич для тіні / La proie pour l'ombre
- 1961 — Сентиментальне виховання / Lessons in Love
- 1962 — Виховання почуттів / L'Education sentimentale
- 1964 — Колодязь і маятник / Puits et le pendule (короткометражний)
- 1966 — Довгий марш / Longue marche
- 1968 — Полум'я над Адріатикою / Flammes sur l'Adriatique

### Сценарист
- 1948 — Жан з Місяця / ean de la Lune
- 1952 — Шаноблива повія / Respectful Prostitute
- 1954 — Віконт де Бражелон / Visconte di Bragelonne
- 1955 — Неприємні зустрічі / Mauvaises rencontres
- 1958 — Життя / Une vie
- 1961 — Здобич для тіні / La proie pour l'ombre
- 1962 — Виховання почуттів / L'Education sentimentale
- 1964 — Колодязь і маятник / LePuits et le pendule (короткометражний)
- 1966 — Довгий марш / La Longue marche
- 2001 — Сильні душі / Savage Souls